# الساجرية
السجارية أو الساجرية ناحية تابعة لقضاء الرمادي، تقع شرق مدينة الرمادي، تسكنها عشائر البوفهد بالدرجة الأولى والبوجميعه (البوحيات) والبوخليفة والبوسودة والبوربيع.
سميت بالسجارية نسبة إلى عشائر الشجيري وايضا إلى كثرة اشجار الرمان والنخيل. حيث يسمي أهل المنطقة الاشجار بالسجر.
تشهد الآن المنطقة عمليات الاعمار على ماء الإسالة والهواتف الأرضية والاسلكية وأيضا افتتاح مدرسة جديدة بقيمة 580 مليون دينار اسمها مدرسة الساجرية الابتدائية تعد من أفضل مدارس الناحية. وأيضا حركة القطاع الخاص شهدت تطور ملحوظ حيث انتشرت بكثرة مراكز بيع الجملة وبيع السيارات ومنطقة صناعية صغيرة ومحطات لغسيل السيارات والمطاعم وسيتم قريبا التخطيط لبناء ملعب لكرة القدم وبناء مقهى على نهر الفرات.. والعمل مع الحكومة المحلية لانجاح مسيرة التطور في الناحية. تمتاز منطقة السجارية بكثرة بساتين الرمان والحمضيات والحاصليل الزراعية الصيفية وذلك لموقعها الجغرافي على نهر الفرات. لكن بعد الحصار الذي فرض في التسعينات اضطر الكثير من الاهالي باقتلاع البساتين من اجل زراعة المحاصيل الرئيسية كالحنطة والشعير والارز. 